# 小行星888
小行星888（888 Parysatis）是一颗围绕太阳公转的小行星。1918年2月2日，馬克斯·沃夫在海德堡描述了此天体。
該小行星以波斯帝国阿契美尼德王朝君主大流士二世的妻子帕瑞萨娣丝命名。
这颗小行星的绝对星等为9.51等。

## 相关條目
- 小行星列表/10001-11000

## 外部連結
- Asteroid Lightcurve Database (LCDB) （页面存档备份，存于）, query form (info （页面存档备份，存于）)
- Dictionary of Minor Planet Names, Google books
- Discovery Circumstances: Numbered Minor Planets (10001)-(15000) （页面存档备份，存于） – Minor Planet Center
- 小行星888 at AstDyS-2, Asteroids—Dynamic Site
  - Ephemeris · Observation prediction · Orbital info · Proper elements · Observational info
- NASA JPL小天體瀏覽器上的小行星888

| 前一小行星： 小行星887 | 小行星列表 | 後一小行星： 小行星889 |